# إيفا بوحريش
إيفا بوريش (بالإنجليزية: Eva Buhrich)‏ (من مواليد 1915- تُوفيت عام 1976) وهي مهندسة معمارية وكاتبة ألمانية. هربت من ألمانيا أثناء الحكم النازي في ثلاثينيات القرن العشرين إلى أستراليا وأصبحت معلّقة معمارية بارزة.

## حياتها
ولدت بوحريش في عام 1915 في نورنبرغ لأبوين يهوديين، وبدأت دراساتها المعمارية في عام 1933 في جامعة في ميونخ. واجهت إيفا صعوبات مع النظام النازي فأجبرت على الرحيل إلى برلين ، حيث استمرت في الدراسة في في تخصص الهندسة المعمارية، ثم إلى زيوريخ، حيث أكملت دبلومها في عام 1937 في الجامعة التقنية، تحت حكم أوتو سالفيسبيرغ. على الرغم من أنها حصلت على منحة للدراسات العليا لإجراء الأبحاث في المدارس، إلا أن التهديد الوشيك للحرب العالمية الثانية أدى إلى هجرة بوحرش إلى أستراليا في عام 1939 مع زوجها، هيو بوحريش، الذي التقت به في ميونيخ بينما كانا طالبين في الهندسة المعمارية وتزوجا في عام 1938.
على الرغم من دراستها في الجامعات الأوروبية الموقرة، لم يتم الاعتراف بمؤهلات بوحريش في أستراليا. ساعد البروفيسور ألفريد هوك من جامعة سيدني كلا من بوحريش وزوجها لتأمين العمل في ممارسة الهندسة المعمارية التي تديرها هيذر ساذرلاند ومالكوم موير في كانبرا. في عام 1940 ، قبل فترة وجيزة من انتقال العائلة إلى سيدني، أنجبت إيفا بوحريش توأمان وهما نيل وكليف.
بعد فترات من العمل كمهندسة معمارية لمحطة الكومنولث التجريبية للبناء وبالشراكة مع زوجها ، عملت إيفا بوحريش ككاتبة ومحررة في الخمسينات. بين عامي 1940 و 1950 ، ظهرت كتاباتها في أسبوع المرأة الأسترالية ومن أمثلتها ( المرأة - الممشى - البيت والحديقة). والجدير بالذكر أن بوحريش كتبت عمودًا في سيدني مورنينغ هيرالد من عام 1957 حتى أواخر الستينيات، ونشرت كتاب «الباحات ومناطق المعيشة في الهواء الطلق» في عام 1973. ولعبت بوحريش مع زوجها دورًا رئيسيًا في الدعوة إلى منع هدم والتر بيرلي جريفين. عقدت اجتماعات لتأسيس شركة والتر بيرلي جريفين ترست (NSW) في منزلهم. كانت بوحريش هي وجه الحملة، التي نجحت في حشد الدعم وفي النهاية أنقذت المحرقة. 
توفيت إيفا بوحريش في مارس 1976 بعد معاناتها من السرطان.

## من منشوراتها
- الباحات ومناطق المعيشة في الهواء الطلق - سيدني: أوري سميث، 1976